# Life Cycle
 Life Cycle est un album de Dave Holland.

## Description
Life Cycle est le deuxième album de Dave Holland où celui-ci n’est pas accompagné, cependant l’habituellement bassiste joue ici du violoncelle. Il interprète sept de ses compositions (dont la suite Life Cycle) principalement à l’archet et révèle également ses influences classiques qui rappellent la musique romantique, Bartok ou Bach,,.

## Titres
Tous les titres sont composés par Dave Holland
1. Life Cycle : Inception (4:17)
2. Life Cycle : Discovery (4:27)
3. Life Cycle : Longing (4:25)
4. Life Cycle : Search (3:24)
5. Life Cycle : Resolution (4:36)
6. Sonnet (2:22)
7. Rune (4:26)
8. Troubadour Tale (3:06)
9. Grapevine (3:29)
10. Morning Song (2:01)
11. Chanson pour la nuit (5:55)

## Musiciens
- Dave Holland – Violoncelle